# Actinote naura
Actinote naura är en fjärilsart som beskrevs av Druce 1875. Actinote naura ingår i släktet Actinote och familjen praktfjärilar. Inga underarter finns listade i Catalogue of Life.